# DoDo, the Kid from Outer Space
DoDo, The Kid from Outer Space (in italiano DoDo, il ragazzo dallo spazio) è una serie di cartoni animati realizzati dallo studio di animazione britannico Halas and Batchelor. Il personaggio protagonista della serie fu creato da Lady Stearn Robinson. Tutta la serie è composta da 78 episodi, trasmessi in televisione in USA tra il 24 settembre 1965 e il 7 marzo 1970. Una parte della serie venne trasmessa in Italia dalla Rai all'inizio degli anni settanta, con il titolo Dodo Dodissimo.

## Trama
Il protagonista del cartone animato è DoDo, un ragazzo extraterrestre giunto sulla Terra a bordo del suo disco volante. DoDo ha un aspetto umanoide, ma è caratterizzato da due lunghe orecchie a punta, ciascuna delle quali termina con un'antenna; inoltre ha due eliche sotto i piedi. Altri personaggi che compaiono nella serie sono il professor Fingers, un eccentrico scienziato, e due ragazzi terrestri, Why e How.